# Haut-Languedoc
Haut-Languedoc vormt samen met Bas-Languedoc de streek Languedoc in het zuiden van Frankrijk. 
De streek bestaat uit de zuidelijkste uitlopers van het Centraal Massief en is hoofdzakelijk administratief verdeeld over de departementen 
Hérault, Gard, Aveyron en Tarn in de regio Occitanië.
Een van de belangrijkste plaatsen in Haut-Languedoc is Roquefort-sur-Soulzon. 